# Martin Torker
Martin Torker (ur. 16 czerwca 1976) – austriacki strongman.
Mistrz Austrii Strongman w roku 2006.
Wymiary:
- wzrost 187 cm
- waga 126 kg

## Osiągnięcia strongman
- 2006
  - 1. miejsce - Mistrzostwa Austrii Strongman
  - 12. miejsce - Puchar Świata Siłaczy 2006: Wiedeń
- 2007
  - 7. miejsce - Mistrzostwa Europy Centralnej Strongman w Parach 2007
  - 4. miejsce - Puchar Europy Par Strongman WP 2007